# Lý Hồng Chí
Lý Hồng Chí (phồn thể: 李洪志, bính âm: Lǐ Hóng Zhì; sinh ngày 13 tháng 5 năm 1951) là người sáng lập Pháp Luân Công, hay Pháp Luân Đại Pháp, một môn khí công kết hợp luyện tập thiền định theo hệ thống triết lý riêng. Mặc dù phần nhiều được nhắc đến như một trường phái thực hành của đạo Phật, nhưng hệ thống giáo lý của Pháp Luân Công cũng bao gồm các yếu tố rút ra từ truyền thống Đạo giáo.
Ngày 13 tháng 5 năm 1992, Lý Hồng Chí công bố lần đầu về Pháp Luân Công tại thành phố Trường Xuân rồi đi khắp Trung Quốc suốt 2 năm để giảng dạy đến năm 1995. Môn khí công này ngày càng phổ biến trong những năm cuối thế kỷ 20, với số lượng lớn học viên là người thuộc giới lãnh đạo. Tuy nhiên vào năm 1999, Chính phủ Trung Quốc khởi xướng cuộc đàn áp Pháp Luân Công với tuyên bố chống lại tổ chức dị giáo đang đe dọa sự ổn định của xã hội.
Năm 1996, ông Lý Hồng Chí sang Mỹ. Năm 1998, ông trở thành công dân Hoa Kỳ và cùng gia đình định cư ở New York, Hoa Kỳ. Kể từ năm 2000, ông hiếm khi xuất hiện trước công chúng.

## Tiểu sử
Ông sinh ngày 13 tháng 5 năm 1951 tại thành phố Công Chúa Lĩnh, tỉnh Cát Lâm, Trung Quốc. Ngày 13 tháng 5 năm 1992, ông đã giới thiệu Pháp Luân Công cho công chúng tại thành phố Trường Xuân, Cát Lâm. Từ năm 1992 đến năm 1995, Lý Hồng Chí đã đi khắp Trung Quốc để giảng dạy Pháp Luân Công.
Năm 1996, Lý Hồng Chí và gia đình tới định cư ở New York, Hoa Kỳ.

## Sáng lập Pháp Luân Công
Sau Đại Cách mạng Văn hóa giai cấp vô sản (hay Cách mạng văn hóa) và Cải cách mở cửa, phong trào tập luyện khí công ở Trung Quốc được hưởng ứng mạnh mẽ với khoảng 2.000 môn phái khác nhau cùng hàng chục triệu người tập luyện vào năm 1980. 
Từ năm 1984 đến năm 1989, Lý Hồng Chí sáng lập Pháp Luân Công dựa trên thay đổi Pháp Luân Tu Phật Đại Pháp, đồng thời nghiên cứu và kết hợp phương thức giảng dạy của một số võ sư khí công. 
Từ năm 1989 đến năm 1992, ông Chí bắt đầu dạy Pháp Luân Công cho số ít học viên. Năm 1992 tại thành phố Trường Xuân, ông bắt đầu truyền dạy ở quy mô lớn hơn. Cùng năm đó, ông Hồng Chí được công nhận là Khí công sư bởi Hiệp hội nghiên cứu khoa học Khí công Trung Quốc và Pháp Luân Công được phép truyền giảng trên toàn Trung Quốc. Từ đó, ông bắt đầu đi giảng dạy khắp Trung Quốc. 
Ngày 6 tháng 5 năm 1994, ông được Hội nghiên cứu khoa học Khí công tỉnh Cát Lâm công nhận là Khí công sư lỗi lạc.

## Ra nước ngoài
Năm 1995, Lý Hồng Chí tuyên bố chấm dứt giảng dạy Pháp Luân Công ở lãnh thổ Trung Quốc đại lục và bắt đầu thuyết giảng ở nước ngoài. Bắt đầu là khóa giảng tại đại sứ quán Trung Quốc ở Paris, theo lời mời của đại sứ Trung Quốc ở Pháp. Sau đó ông chuyển sang giảng dạy ở Thụy Điển.
Từ năm 1995 đến năm 1999, ông Chí giảng dạy chủ yếu tại Hoa Kỳ, Canada, Úc, New Zealand, Đức, Thụy Sĩ và Singapore; từ đó, các hiệp hội và câu lạc bộ về Pháp Luân Công bắt đầu xuất hiện ở Châu Âu, Bắc Mỹ và Úc, với các hoạt động tập trung chủ yếu vào các trường đại học.
Năm 1996, người địa phương ở thành phố Houston (thuộc tiểu bang Texas, Hoa Kỳ) gọi Lý Hồng Chí là một công dân danh dự và đại sứ thiện chí của thành phố về dịch vụ công ích chỉ vì lợi ích và phúc lợi của nhân loại.
Ngày 25 tháng 4 năm 1999, khoảng 10.000 học viên Pháp Luân Công đã đến khu vực gần Văn phòng kháng cáo Trung ương nhằm yêu cầu chấm dứt hành động đàn áp môn khí công này tại Trung Quốc và yêu cầu thả các học viên Thiên Tân. Theo Benjamin Penny, các học viên tìm cách giải quyết vấn đề bằng cách gặp lãnh đạo quốc gia và, "mặc dù rất thanh thản và lịch sự, làm rõ rằng họ sẽ không bị đối xử tồi tệ như vậy." Sau sự kiện này, Lý Hồng Chí đã nhận được nhiều sự công nhận hơn từ các thành phố ở Bắc Mỹ. Tháng 5 năm 1999, ông được chào đón tại Toronto với lời chào từ Thị trưởng thành phố Toronto và Thống đốc bang Ontario, và trong hai tháng tiếp theo cũng nhận được sự công nhận từ các thành phố Chicago và San Jose, California.
Lý Hồng Chí đã chuyển đến Hoa Kỳ vào năm 1996 với vợ và con gái, và năm 1998 đã trở thành một cư dân thường trú tại Hoa Kỳ, định cư ở New York.
Vào ngày 29 tháng 7 năm 1999, sau khi Pháp Luân Công bị cấm, Bộ Công an Trung Quốc đưa ra một loạt các cáo buộc chống lại Lý Hồng Chí, bao gồm cả việc buộc tội "làm rối loạn trật tự công cộng" và đưa ra một thông tư truy bắt ông. Vào thời điểm đó, Lý Hồng Chí đang sống ở Hoa Kỳ. Yêu cầu của chính phủ Trung Quốc đối với Interpol về việc bắt giữ ông bị bác bỏ vì lý do là "có tính chất chính trị hoặc tôn giáo" và thiếu thông tin về bất kỳ "tội nào mà ông Lý đã gây ra." Chính phủ Trung Quốc cũng đã thu hồi hộ chiếu của ông, ngăn cản ông đi tới các nước khác.

## Những cuốn sách chính
Các cuốn sách chính của Lý Hồng Chí gồm:
- "Pháp Luân Công Trung Quốc": xuất bản tháng 4 năm 1993 bởi Nhà Xuất bản quân sự Nghị văn, cuốn Pháp Luân Công (bản hiệu chỉnh)[11] được xuất bản tháng 12 cùng năm.
- "Chuyển Pháp Luân": Cuốn sách đầy đủ tập hợp những bài giảng chính của ông tại Trung Quốc, được xuất bản tháng 1, năm 1995 bởi nhà xuất bản Phát thanh và truyền hình Trung Quốc.

Hai cuốn sách trên là hai trong những cuốn sách được dịch ra nhiều thứ tiếng nhất trên thế giới. Hiện nay, hai cuốn sách này của Lý Hồng Chí đã được dịch ra hơn 30 thứ tiếng. Sách Chuyển Pháp Luân là sách bán chạy nhất Bắc Kinh năm 1996 và là cuốn sách bán chạy thứ 14 ở Australia, thống kê bởi ABC (Australian Broadcasting Corporation).
Các cuốn sách khác của ông cũng lần lượt được xuất bản sau đó: Tinh Tấn Yếu Chỉ I, Tinh Tấn Yếu Chỉ II, Chuyển Pháp Luân (II), Pháp Luân Đại Pháp nghĩa giải, Chuyển Pháp Luân Pháp giải...

## Giải thưởng và khen tặng
Trước khi cuộc đàn áp năm 1999 bắt đầu, ông Lý Hồng Chí đã được các giải thưởng ở Trung Quốc:
- Từ ngày 10 đến 20 tháng 12 năm 1993, Ông và một số học viên tham dự Triển lãm sức khỏe châu Á, được tổ chức tại Trung tâm triển lãm quốc tế Sanyuanqiao. Nhiều giải thưởng được trao, bao gồm "Thúc đẩy Biên giới khoa học", "Giải vàng đặc biệt", và "Khí công sư được hoan nghênh nhất".
- Ngày 27 tháng 12 năm 1993, Ông nhận được Bằng Danh Dự của Hội Kiến Nghĩa Dũng Vi Cơ Kim Trung Hoa, một tổ chức thành viên của Bộ Công an.
- Ngày 6 tháng 5 năm 1994, ông Lý được Hội nghiên cứu khoa học Khí công tỉnh Cát Lâm công nhận là "Khí công sư lỗi lạc".
- Ngày 3 tháng 8 năm 1994, thành phố Houston, Texas, Hoa Kỳ đã tuyên bố ông Lý là một "Đại sứ Thiện chí" và là một "Công dân đáng kính" vì "công tác công cộng phục vụ vì lợi ích và hạnh phúc của nhân loại".

Ngoài ra, ông Lý Hồng Chí và Pháp Luân Công đã được nhiều giải thưởng, thư công nhận và ủng hộ từ các chính phủ, tổ chức khắp thế giới (số liệu tính đến tháng 4 năm 2008). Ông đã được đề cử giải Nobel Hòa bình năm 2000 và 2001 và Ông đã được Quốc hội châu Âu đề cử giải thưởng Tự do tư tưởng Sakharov.